# El Portal (España)

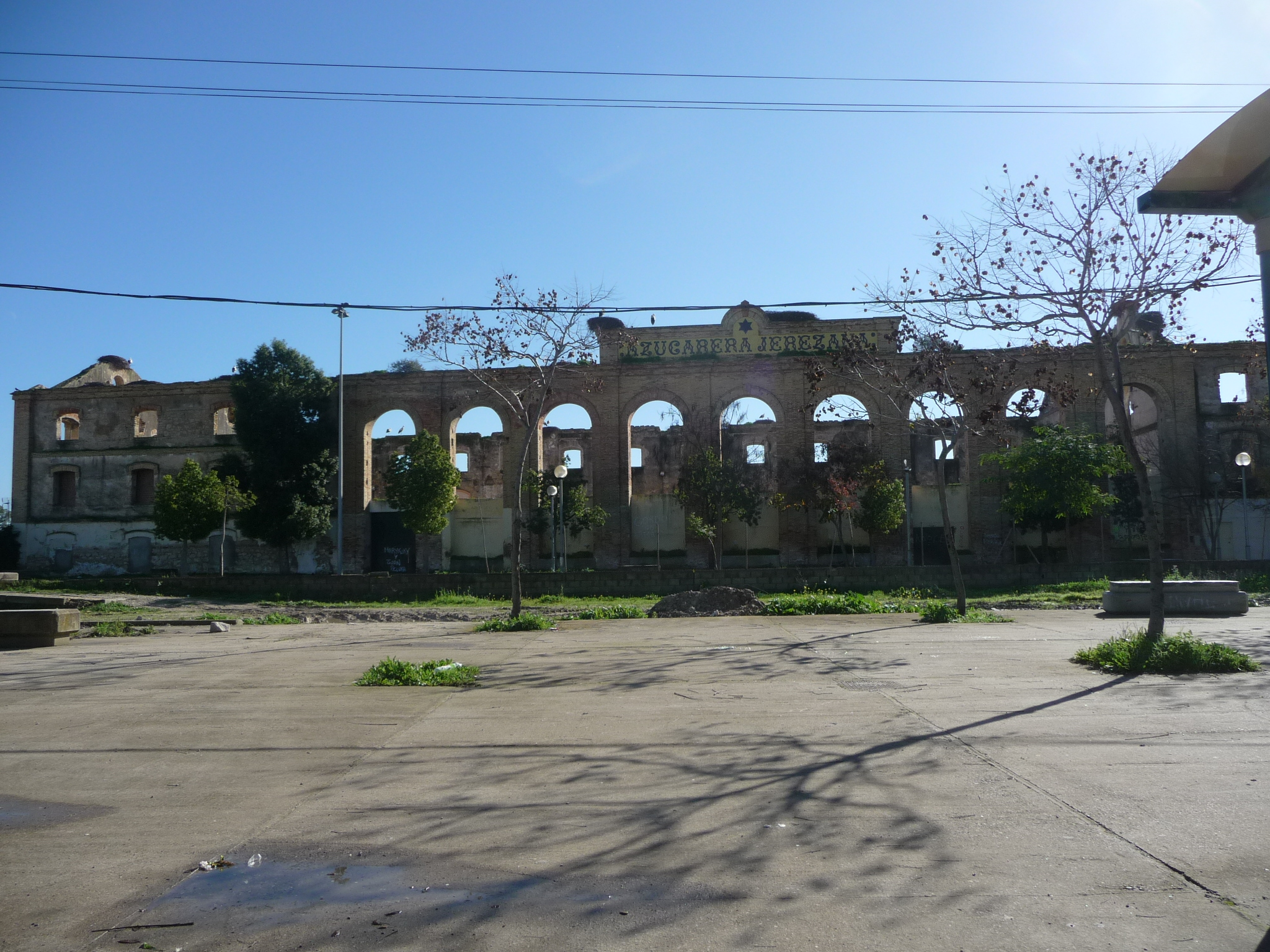
Antigua azucarera de El Portal

El Portal es una barriada rural, posiblemente el asentamiento más antiguo de Jerez de la Frontera, Andalucía (España).

## Historia
El Portal se encuentra cerca del río Guadalete, por lo que algunas fuentes fijan su origen en el Portus Gaditanus.
En 1264, Alfonso X El Sabio fundó a orillas del Guadalete una villa denominada El Portal que le serviría para apartarse de la ciudad y dedicarse a meditar y escribir. En los siglos XIV y XV había un importante embarcadero en la zona
En la villa de El Portal existían una ermita con dos imágenes (una de Nuestra Señora de El Portal y otra de San Nicolás, trasladadas en 1752 a la iglesia de San Miguel)
. Igualmente, un gran embarcadero serviría para llevar los vinos de Jerez desde el Guadalete a Europa primero y a América después. Es entonces, con el embarcadero, cuando aparecen de nuevo los primeros asentamientos en la actual barriada de El Portal.
Las primeras construcciones, más allá de las chozas originarias, tuvieron como fin albergar las oficinas de la azucarera y las viviendas de los trabajadores.
Entre 1948 y 1950, se construyeron las primeras viviendas que hoy forman la barriada de El Portal.
Sus primeros habitantes se dedicaban al trabajo en el campo en los grandes latifundios que rodeaban la barriada: un grupo vivía de la pesca con zarampaña (red atada a dos postes o dos árboles en cada orilla), y otro, los que menos, de la industria.

## Situación y población

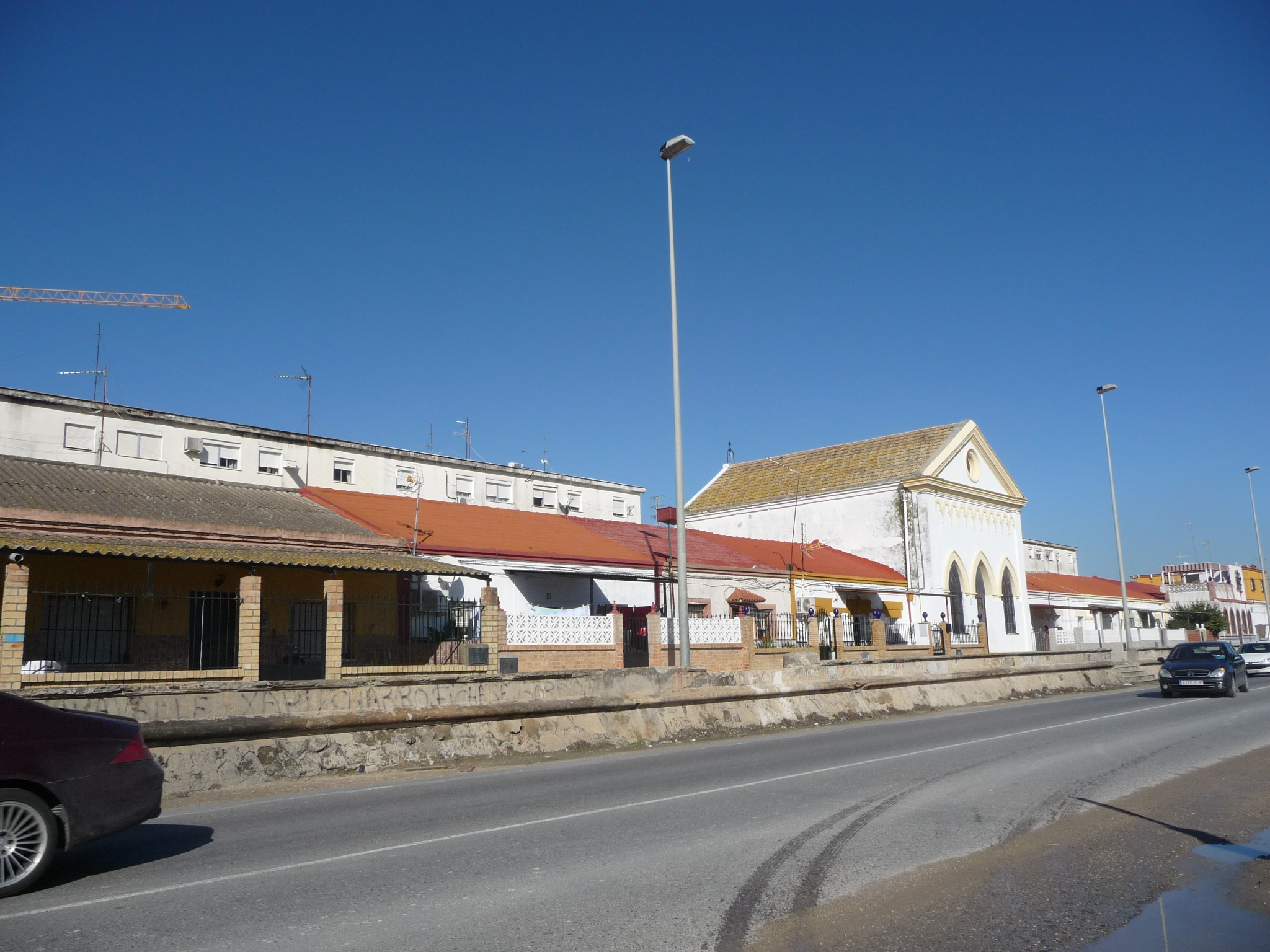
Poblado e iglesia

Actualmente, la barriada tiene unos 700 habitantes. Además existe "El Portalillo", otro núcleo poblacional dependiente de él
Se encuentra en la carretera comarcal Jerez - El Puerto de Santa María, entre los km 6 y 7.

## Instalaciones y servicios
En la barriada se puede encontrar centro de salud, instalaciones deportivas, un colegio, una iglesia, estación de tren en desuso (tras la construcción del viaducto más grande de España) que se quiere conservar para usos sociales y línea de autobús (también Jerez - El Puerto de Santa María), además de ventas y bares.
En la pedanía se localiza la planta de tratamiento de residuos de Las Calandras, que trata residuos de Jerez y otras ciudades.

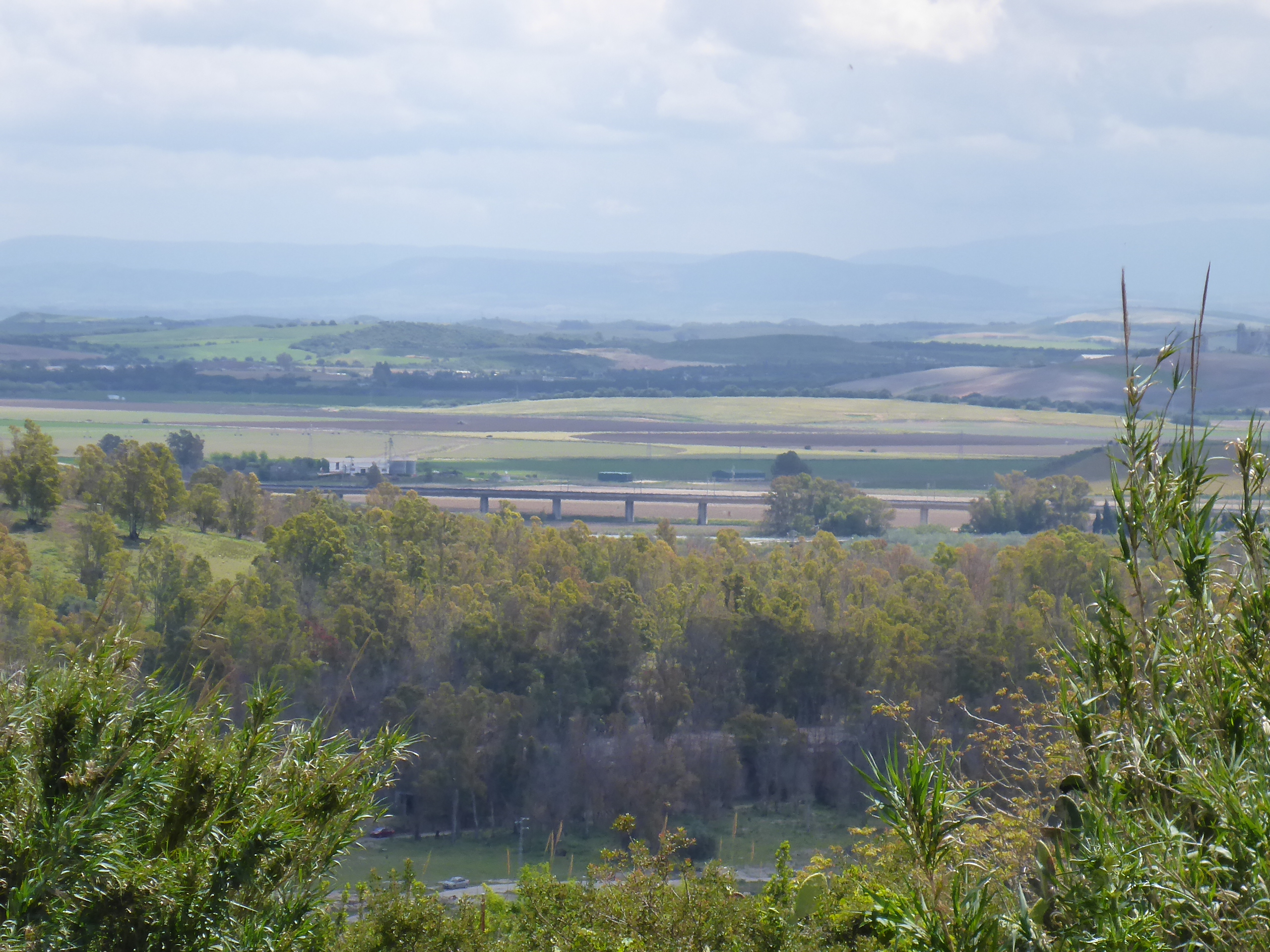
Viaducto

## Fiestas y actos culturales
La Fiesta Popular de El Portal se celebra desde 1981. 
La Cabalgata de Reyes desde 1985 y el Carnaval desde 1990.
También se celebran el Día de Andalucía y el Día de la Mujer Trabajadora.
En Semana Santa sale un paso (El Cautivo).
En octubre se celebra el día Internacional del Cáncer de Mama

## Gastronomía
La barriada dispone de varias ventas y bares donde se pueden degustar la berza jerezana, las angulas, el gazpacho, la liebre y el conejo. Tradicionalmente, se degustaba un pescado del Guadalete llamado “sábalo”.

## Ciudadanos destacados
Juan Galán, torero